# Eliza Taylor
Eliza Jane Taylor-Cotter (sinh 24 tháng 10 năm 1989), nghệ danh Eliza Taylor, là một nữ diễn viên Úc, nổi bật với vai Janae Timmins trong phim truyền hình của Úc Neighbours (2005–08), và vai chính Clarke Griffin trong series The 100 (2014–nay).

## Danh sách phim

### Điện ảnh
| Năm  | Tên phim         | Vai           | Ghi chú   |
| ---- | ---------------- | ------------- | --------- |
| 2009 | The Laundromat   | Amy           | Phim ngắn |
| 2012 | 6 Plots          | Amy Challis   |           |
| 2013 | Patrick          | Y tá Panicale |           |
| 2013 | Natural          | Người phụ nữ  | Phim ngắn |
| 2013 | Planes           | Maria         | Phim ngắn |
| 2014 | The November Man | Sarah         |           |
| 2017 | Thumper          | Kat Carter    | Đang quay |

### Truyền hình
| Năm       | Tên                        | Vai              | Ghi chú                         |
| --------- | -------------------------- | ---------------- | ------------------------------- |
| 2003      | Pirate Islands             | Sarah Redding    | Series thường, 26 tập           |
| 2003      | Neighbours                 | Jacinta Martin   | 2 tập                           |
| 2003      | The Sleepover Club         | Rosie Cartwright | Dàn diễn chính, 26 tập          |
| 2004      | Blue Heelers               | Tatum O'Hara     | Tập: "Cast the First Stone"     |
| 2005–08   | Neighbours                 | Janae Timmins    | Series thường, 307 tập          |
| 2008      | Rush                       | Madison          | Tập: "1.8"                      |
| 2009      | After Effects              | Ella             |                                 |
| 2009      | All Saints                 | Carly Spalding   | Tập: "The Two of Us"            |
| 2010      | City Homicide              | Melissa Standish | Tập: "Last Seen"                |
| 2010      | Winners & Losers           | Bridget Gross    | Kịch bản thử nghiệm             |
| 2011      | Bruce                      | Daisy            | Kịch bản thử nghiệm - Phim mạng |
| 2012      | Howzat! Kerry Packer's War | Rhonda           | Miniseries truyền hình          |
| 2013      | Mr & Mrs Murder            | Sarah            | Tập: "Little Boxes"             |
| 2014–2020 | The 100                    | Clarke Griffin   | Vai chính, 76 tập               |

### Mạng
| Năm  | Tên phim                                       | Vai      | Ghi chú                           |
| ---- | ---------------------------------------------- | -------- | --------------------------------- |
| 2015 | Adults React                                   | Bản thân | Tập: "Adults React To Hoverboard" |
| 2015 | Try to Watch This Without Laughing or Grinning | Bản thân | Tập: "10"                         |